# Škoda Arena
La Škoda Arena, est le nom donné à la patinoire de Morzine à la suite d'un accord de parrainage conclu en 2011. Elle a été inaugurée en 1976.
C'est actuellement le lieu de résidence du club de hockey sur glace des Pingouins de Morzine-Avoriaz.